# AV Cargo
AV Cargo Airlines Ltd fue una aerolínea de carga internacional, con sede central en Harare, Zimbabue. Opera servicios regulares de carga en vuelos domésticos, regionales e internacionales, y con centro de operaciones en Londres-Gatwick, Reino Unido.
La compañía fue fundada en 2013 por Neil y Glover Simon Clarke, CEO de la quebrada Avient Aviation, y ofrecía vuelos regulares y chárter (siguiendo las rutas de Avient) al Reino Unido e Irlanda, Europa, África, Asia y Sudamérica, desde su base de operaciones europea en el Aeropuerto de Lieja, Bélgica.

## Antiguos destinos
AV Cargo Airlines volaba a los siguientes destinos:
| Países                          | Destinos           | Aeropuertos                                        |
| África                          | África             | África                                             |
| ------------------------------- | ------------------ | -------------------------------------------------- |
| Angola                          | Cabinda            | Aeropuerto de Cabinda                              |
| Angola                          | Luanda             | Aeropuerto Internacional Quatro de Fevereiro       |
| Angola                          | Soyo               | Aeropuerto de Soyo                                 |
| Burkina Faso                    | Uagadugú           | Aeropuerto de Uagadugú                             |
| Camerún                         | Duala              | Aeropuerto Internacional de Duala                  |
| Costa de Marfil                 | Abiyán             | Aeropuerto Port Bouet                              |
| Ghana                           | Acra               | Aeropuerto Internacional de Kotoka                 |
| Guinea Ecuatorial               | Malabo             | Aeropuerto de Malabo-Santa Isabel                  |
| Liberia                         | Monrovia           | Aeropuerto Internacional Roberts                   |
| Kenia                           | Nairobi            | Aeropuerto Internacional Jomo Kenyatta             |
| Mali                            | Bamako             | Aeropuerto Internacional de Bamako-Sénou           |
| Mozambique                      | Pemba              | Aeropuerto de Pemba                                |
| Nigeria                         | Abuya              | Aeropuerto Internacional Nnamdi Azikiwe            |
| Nigeria                         | Kano               | Aeropuerto Internacional de Kano Mallam Aminu      |
| Nigeria                         | Lagos              | Aeropuerto Internacional Murtala Muhammed          |
| Nigeria                         | Port Harcourt      | Aeropuerto Internacional de Port Harcourt          |
| República del Congo             | Brazzaville        | Aeropuerto de Maya-Maya                            |
| República del Congo             | Pointe-Noire       | Aeropuerto de Pointe-Noire                         |
| República Democrática del Congo | Kinsasa            | Aeropuerto Internacional de N'Djili                |
| República Democrática del Congo | Lubumbashi         | Aeropuerto de Lubumbashi                           |
| Sierra Leona                    | Freetown           | Aeropuerto Internacional de Lungi                  |
| Sudáfrica                       | Ciudad del Cabo    | Aeropuerto Internacional de Ciudad del Cabo        |
| Sudáfrica                       | Johannesburgo      | Aeropuerto Int. de Johannesburgo-Oliver R. Tambo   |
| Sudán                           | Jartum             | Aeropuerto Internacional de Jartum                 |
| Sudán del Sur                   | Yuba               | Aeropuerto Internacional de Yuba                   |
| Tanzania                        | Mwanza             | Aeropuerto de Mwanza                               |
| Uganda                          | Entebbe            | Aeropuerto Internacional de Entebbe                |
| Zimbabue                        | Harare             | Aeropuerto Internacional de Harare (hub principal) |
| Asia                            |                    |                                                    |
| China                           |                    |                                                    |
| Corea del Sur                   | Seúl               | Aeropuerto Internacional de Incheon                |
| Emiratos Árabes Unidos          | Sharjah            | Aeropuerto Internacional de Sharjah                |
| Hong Kong                       | Hong Kong          | Aeropuerto Internacional de Hong Kong              |
| India                           | Bombay             | Aeropuerto Internacional Chhatrapati Shivaji       |
| India                           | Nueva Delhi        | Aeropuerto Internacional Indira Gandhi             |
| Israel                          | Tel Aviv           | Aeropuerto Internacional Ben Gurión                |
| Japón                           |                    |                                                    |
| Singapur                        | Singapur           | Aeropuerto Internacional de Singapur               |
| República de China              | Taipéi             | Aeropuerto Internacional de Taiwán Taoyuan         |
| Tailandia                       | Bangkok            | Aeropuerto Internacional Suvarnabhumi              |
| Vietnam                         | Ciudad Ho Chi Minh | Aeropuerto Internacional de Tan Son Nhat           |
| Vietnam                         | Hanói              | Aeropuerto Internacional de Nội Bài                |
| Europa                          |                    |                                                    |
| Alemania                        |                    |                                                    |
| Austria                         | Linz               | Aeropuerto de Linz                                 |
| Bélgica                         | Bruselas           | Aeropuerto de Bruselas                             |
| Bélgica                         | Lieja              | Aeropuerto de Lieja (hub secundario)               |
| Dinamarca                       | Copenhague         | Aeropuerto de Copenhague-Kastrup                   |
| Eslovaquia                      | Bratislava         | Aeropuerto de Bratislava-Milan Rastislav Štefánik  |
| España                          |                    |                                                    |
| Hungría                         | Budapest           | Aeropuerto de Budapest-Ferenc Liszt                |
| Italia                          | Milán              | Aeropuerto de Milán-Malpensa                       |
| Luxemburgo                      | Luxemburgo         | Aeropuerto de Luxemburgo Findel                    |
| Noruega                         | Oslo               | Aeropuerto de Oslo-Gardermoen                      |
| Noruega                         | Stavanger          | Aeropuerto de Stavanger-Sola                       |
| Países Bajos                    | Ámsterdam          | Aeropuerto de Ámsterdam-Schiphol                   |
| Polonia                         | Varsovia           | Aeropuerto de Varsovia-Chopin                      |
| Portugal                        | Lisboa             | Aeropuerto de Lisboa                               |
| Reino Unido                     | Londres            | Aeropuerto de Londres-Gatwick (hub secundario)     |
| Rumania                         | Bucarest           | Aeropuerto Internacional de Bucarest-Henri Coandă  |
| Suecia                          | Estocolmo          | Aeropuerto de Estocolmo-Skavsta                    |
| Suecia                          | Gotemburgo         | Aeropuerto de Gotemburgo-Landvetter                |
| Suiza                           | Zúrich             | Aeropuerto Internacional de Zúrich                 |
| Turquía                         | Estambul           | Aeropuerto de Estambul                             |
| Sudamérica                      |                    |                                                    |
| Brasil                          | Campinas           | Aeropuerto Internacional de Campinas               |

## Flota histórica
La flota de AV Cargo se compuso por las siguientes aeronaves:
| Aeronaves               | Total | Introducido | Retirado | Matrículas           |
| ----------------------- | ----- | ----------- | -------- | -------------------- |
| McDonnell Douglas MD-11 | 3     | 2013        | 2014     | Z-BAM, Z-BPL y Z-BVT |